# Venczel Márton
Venczel Márton (Korond, 1958. április 17. –) erdélyi magyar természettudományi szakíró, a biológia tudományok doktora.

## Életútja
Középiskoláit a kolozsvári 3. sz. Líceumban végezte (1976), majd a BBTE Biológia–Földrajz–Geológia Karán szerzett egyetemi diplomát (1981). Ugyanitt 1996-ban elnyerte a biológiai tudományok doktora címet. 1998–2000-ben az MTA Bolyai János kutatási ösztöndíjában részesült.
1981–88 között Nagyváradon általános iskolai biológiatanár, majd 1996-ig muzeológus, azóta a Körösvidéki Múzeum tudományos munkatársa. 2002-től meghívott előadó a BBTE Biológia–Földrajz–Geológia Karán. 2000–2004 között az Erdélyi Nimród szerkesztőbizottsági tagja, 2003-tól a Nymphaea felelős szerkesztője.

## Tudományos munkássága
Kutatási területe: a fosszilis kétéltűek és a hüllők őslénytana a Kárpát-medencében.
Első írása a nagyváradi múzeum kiadványában jelent meg (Crisia 1987); szaktanulmányait, főleg társszerzőkkel a Crisia (1989–90), Nymphaea (1991–92, 1997–2006), Revue Roumaine de Biologie: Biologie Animale (1992), Ocrotirea Naturii şi Mediului Înconjurător (1993), Theoretical and Applied Karstology (1993), Sargentia (1994), Acta Zoologica Cracoviensia (1994, 1998), Herpetological Journal (1994), Naturalia (1995), Herpetologia Bonnensis (1997), Mededelingen Nederlands Instituut voor Toegepast Geo Wetenschappen (1998), Állattani Közlemények (1998), Paludicola (1998), Analele Banatului Ştiinţele Naturii (1998), Nógrád megyei múzeumok évkönyve (1998, 2000), Analele Universităţii din Oradea Biologie (1999), Geologie en Mijnbouw (1999), Folia Historico Naturalia Museii Matraensis (1999, 2000, 2001), Amphybia–Reptilia (1999, 2005), Karst Studies and Problems (2000), Múzeumi Füzetek (2000), Studii şi Comunicări seria Ştiinţele Naturii (2000), Bulletin de la Société Herpétologique de France (2000), Acta Paleontologica Romaniae (2000, 2002, 2005), Molecular Phyllogenetics and Evolution (2001), Fragmenta Paleontologica Hungarica (2001, 2005), Acta Paleontologica Polonica (2003), Paleontographica (2005), Kaupia – Darmstädter Beiträge zur Naturgeschichte (2005), Palaeontology (2005), Hantkeniana (2006), Archeometriai Műhely (2007), Journal of Systematic Paleontology (2008), ill. több konferenciakötetben közölte. Ismeretterjesztő írásai az Erdélyi Nimródban, a Terra Magazinban és a Magyar Múzeumokban jelentek meg.
Fejezetet írt a Monografia carstului din Munţii Pădurea Craiului (szerk. Gheorghe Racoviţă – Ovidiu Moldovan – Bogdan Onac, Nagyvárad, 2002) és a Rév – Erdély sziklakapuja (Nagyvárad, 2003. Partiumi Füzetek 22) c. kötetekbe.

## Kötetei
- Quarternary snakes from Bihor (Romania) (Nagyvárad, 2000)
- A Nyugati-szigethegység csodálatos élővilága (Sófalvi Istvánnal, Nagyvárad, 2008)
- Gyarmathy István–Venczel Márton: Határ menti eltűnő szigetek. A Dél-Nyírség, az Érmellék és a Bihar természeti értékei / Insule pe cale de dispariţie în zona de frontieră. Valorile naturale a sudului Câmpiei Nirului, a Văii lerului şi Bihorului; Zöld Kör, Debrecen, 2010

## Társasági tagság
- Erdélyi Múzeum-Egyesület (EME)
- Európai Herpetológiai Szövetség
- Romániai Muzeológusok Szövetsége
- Romániai Fotószövetség tagja

## Díjak, elismerések
Munkásságát 2006-ban a Nagyvárad Municípium Kiválóságai díjjal ismerték el.